# 女子人
女子人（にょしじん）、女人（にょにん）は古代中国に伝わる伝説上の人種である。中国では西あるいは東南に位置する国に棲んでいたとされる。

## 概要
古代中国の地理書『山海経』の海外西経によると、女子国は巫咸国の北にあり、水に囲まれており二人の女子が住んでいるとされる。郭璞による注には、女子人は年頃になったら黄池という池で水浴びをすると子供を宿す、男が産れたとしてもすぐに死んでしまい、この地では女しか成長をしないとある。
『三国志』東夷伝にも、東の海に男がおらず女のみが暮らしている島国があるという記述が見られる。類書である王圻『三才図会』では、女人国は東南の海上にあり女性のみで構成されていると記されている。
日本では、女護島（にょごのしま、にょごがしま）という存在がほぼ同様の伝説上の国・島として想像されていた。

## 女子人の登場する作品
『西遊記』
天竺への道中に西梁女人国という土地が登場する。女性のみで構成されている。子母河（しぼか）という川の水を飲むことで子供を宿すとされる。
『鏡花縁』
女児国が旅の途中に舞台として登場する。女性だけしかいない国ではなく、女性と男性の社会地位が逆転している国として設定されており、男性も住んでいる。女性は男の格好をし、男性は女の格好をしている。
富川吟雪『朝比奈島渡』（1776年）
朝比奈三郎がたどりつく異国の一つとして登場し描かれている。
遊谷子『異国奇談和荘兵衛』後編（1779年）
和荘兵衛の漂流先として女人国（女人島）が登場している。女主を頂点に数千人の女人が暮らしているとされる。
歌川国芳 朝比奈諸国廻り図（1829年）
朝比奈三郎が出会ったとされるさまざまな異国人物が描かれている錦絵。女子国という表示の下に二人の女子人が描かれている。